# 카미유 세르프
카미유 세르프(Camille Cerf, 1994년 12월 9일 ~ )는 프랑스의 모델이다. 2015년 미스 프랑스 우승자이며 미스 유니버스 2014에서 프랑스 대표로 참가했다.